# 韦尔舍尼
韦尔舍尼（法語：Vercheny，法語發音：[vɛʁʃəni]）是法国德龙省的一个市镇，属于迪镇区。

## 地理
韦尔舍尼（44°42'40"N, 5°15'0"E）面积11.19 平方千米，位于法国奥弗涅-罗讷-阿尔卑斯大区德龙省，该省份为法国东南部内陆省份，北起顺时针与伊泽尔省、上阿尔卑斯省、上普罗旺斯阿尔卑斯省、沃克吕兹省和阿尔代什省接壤。
与韦尔舍尼接壤的市镇（或旧市镇、城区）包括：欧雷勒、巴尔萨克、埃斯珀内勒、蓬泰、萨扬。

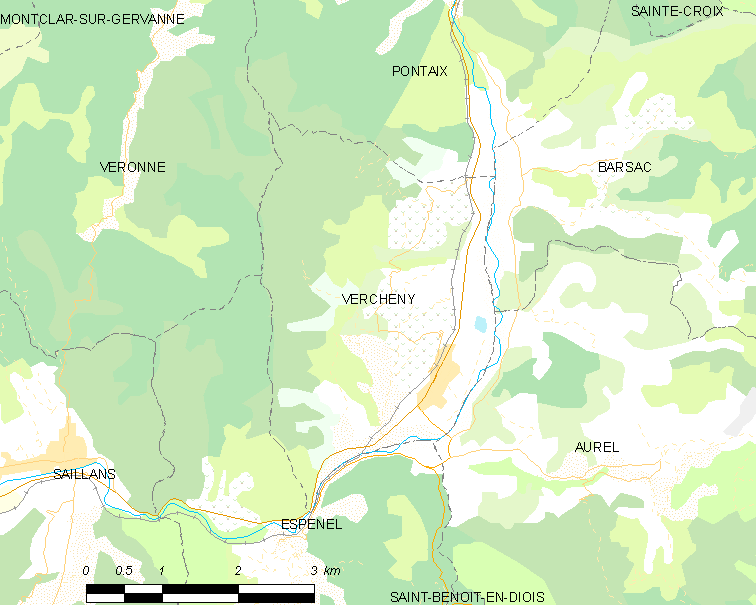
韦尔舍尼的OSM定位图

韦尔舍尼的时区为UTC+01:00、UTC+02:00（夏令时）。

## 行政
韦尔舍尼的邮政编码为26340，INSEE市镇编码为26368。

## 政治
韦尔舍尼所属的省级选区为迪瓦县。

## 人口

1962-2008年间韦尔舍尼人口变化图示

韦尔舍尼于2022年1月1日时的人口数量为450人。